# Indywidualne Mistrzostwa Szwecji na Żużlu 2005
Indywidualne Mistrzostwa Szwecji na Żużlu 2005 – cykl turniejów żużlowych, mających wyłonić najlepszych żużlowców szwedzkich w sezonie 2005. Tytuł wywalczył Tony Rickardsson (Masarna).

## Finał
- Vetlanda, 2 lipca 2005

| Msc. | Zawodnik             | Klub        | Pkt     |             |  |
| ---- | -------------------- | ----------- | ------- | ----------- |  |
| 1    | Tony Rickardsson     | Masarna     | 15 +3   | (3,3,3,3,3) |  |
| 2    | Peter Karlsson       | Luxo Stars  | 11 +2   | (3,3,w,3,2) |  |
| 3    | Mikael Max           | Luxo Stars  | 13 +1   | (3,2,3,3,2) |  |
| 4    | Magnus Zetterström   | Indianerna  | 10 +3+0 | (2,0,2,3,3) |  |
| 5    | Fredrik Lindgren     | Masarna     | 8 +2    | (2,3,3,u,0) |  |
| 6    | Peter Ljung          | Vastervik   | 8 +1    | (0,3,3,1,1) |  |
| 7    | Niklas Klingberg     | Vargarna    | 10 +0   | (2,2,2,2,2) |  |
| 8    | Antonio Lindbäck     | Masarna     | 7       | (2,0,2,0,3) |  |
| 9    | Andreas Messing      | Getingarna  | 7       | (3,1,2,u,1) |  |
| 10   | Jonas Davidsson      | Rospiggarna | 7       | (1,1,1,1,3) |  |
| 11   | Stefan Dannö         | Valsarna    | 6       | (1,2,1,2,w) |  |
| 12   | Magnus Karlsson      | Masarna     | 6       | (1,1,1,2,1) |  |
| 13   | Andreas Bergström    | Vargarna    | 4       | (0,0,1,1,2) |  |
| 14   | Emil Kramer          | Ornarna     | 3       | (0,1,w,1,1) |  |
| 15   | Tobias Johansson     | Valsarna    | 2       | (w,2,0,0,w) |  |
| 16   | Henrik Gustafsson    | Indianerna  | 0       | (w,w,u,–,–) |  |
|      | rez. Sebastian Aldén | Masarna     | 3       | (1,0,2,0)   |  |

Bieg po biegu:
1. P.Karlsson, Lindgren, Aldén, Johansson, Gustafsson (t)
2. Max, Klingberg, M.Karlsson, Kramer
3. Rickardsson, Ljung, Davidsson, Zetterström
4. Messing, Lindbäck, Dannö, Bergström
5. Rickardsson, Max, Messing, Gustafsson (d)
6. P.Karlsson, Klingberg, Davidsson, Lindbäck
7. Ljung, Johansson, Kramer, Bergström
8. Lindgren, Dannö, M.Karlsson, Zetterström
9. Ljung, Klingberg, Dannö, Aldén
10. Max, Zetterström, Bergström, P.Karlsson (d)
11. Rickardsson, Lindbäck, M.Karlsson, Johansson
12. Lindgren, Messing, Davidsson, Kramer (w)
13. Zetterström, Aldén, Kramer, Lindbäck
14. P.Karlsson, M.Karlsson, Ljung, Messing (u)
15. Max, Dannö, Davidsson, Johansson
16. Rickardsson, Klingberg, Bergström, Lindgren
17. Davidsson, Bergström, M.Karlsson, Aldén
18. Rickardsson, P Karlsson, Kramer, Dannö (d)
19. Zetterström, Klingberg, Messing, Johansson (d)
20. Lindbäck, Max, Ljung, Lindgren
21. Bieg dodatkowy o jedno miejsce w finale: Zetterström, Lindgren, Ljung, Klingberg
22. Finał: Rickardsson, P Karlsson, Max, Zetterström